# José María Galán Rodríguez
José María Galán Rodríguez   (Espanya, 1904 - Cuba, 8 de gener de 1978) fou un militar espanyol que va lluitar en la guerra civil espanyola a favor de la República. Era germà de Fermín i Francisco Galán, i pertanyia al Partit Comunista d'Espanya.

## Participació en Guerra Civil
En esclatar la guerra estava destinat a la Cambra Militar del President de la Segona República Espanyola a Madrid, amb rang de tinent. A la fi de juliol de 1936 mana una companyia de carrabiners a Somosierra, donant suport al seu germà Francisco. Aviat abandona el sector i es dirigeix a Madrid, sent un dels fundadors del Cinquè Regiment.
A l'octubre de 1936, amb el grau de comandant, s'encarrega de la formació de la 3a Brigada Mixta, integrada per carrabiners. Davant el ràpid avanç de les tropes rebels sobre Madrid, és enviat amb la seva Brigada al sector de Pozuelo, enfrontant-s'hi el 7 de novembre. Durant tot el mes romandrà en aquest sector, organitzant continus atacs sobre la Casa de Campo durant la lluita per Madrid, i aconseguint per això gran popularitat.
El 29 de novembre s'inicia la primera batalla de la carretera de la Corunya on les forces de Galán resisteixen durant uns dies a forces superiors. Galán és ferit lleument l'1 de desembre, i és substituït durant uns dies pel capità Emeterio Jarillo.
Participa amb la seva brigada en la detenció de l'ofensiva de Queipo de Llano sobre Lopera i Porcuna (desembre de 1936), l'anomenada Campanya de l'Oliva. Per aquestes dates, serà ascendit a tinent coronel. El 23 de gener és nomenat cap de la 10a Divisió, que passarà després a cridar-se Divisió A (abril de 1937) i finalment 34a Divisió (finals d'abril), integrada en el V Cos d'Exèrcit. Amb ella participa en l'ofensiva sobre Segòvia (31 de maig- 3 de juny), i en Brunete (juliol de 1937). L'11 de juliol de 1937, en plena ofensiva sobre Brunete, i a causa de la pobra actuació de la unitat, Galán és substituït pel comandant Zulueta, passant a manar la 7a Divisió, a la Ciutat Universitària.
El 4 d'agost passa a manar la 40a Divisió, al front de Terol, i el 16 de novembre el XXIII Cos d'Exèrcit, en el front costaner d'Andalusia. Durant la seva prefectura en el XXIII C.E. es va dur a terme el cop de mà al fort de Carchunas (maig de 1938). Va ser substituït pel tinent coronel Bernal l'11 de desembre de 1938.

## Exili
En acabar la guerra s'exilia a la URSS, on estudia en l'acadèmia Voroixílov. Passa després a Cuba, on pel que sembla serà instructor de les milícies de Fidel Castro. Morirà a l'illa de Cuba.